# Eupelmus formosae
Eupelmus formosae är en stekelart som beskrevs av William Harris Ashmead 1904. Eupelmus formosae ingår i släktet Eupelmus och familjen hoppglanssteklar.
Artens utbredningsområde är Taiwan. Inga underarter finns listade i Catalogue of Life.